# 聖安妮教堂 (科克)
聖安妮教堂（英語：Church of St Anne）是位於愛爾蘭城市科克的一座教堂。聖安妮教堂的尖塔是科克的象徵和地標之一。這座教堂的鐘聲在19世紀時因為歌曲而廣為人知。現在聖安妮教堂是著名的觀光景點。

## 外部連結
- Church of Ireland Parish of St. Anne-Shandon （页面存档备份，存于）
- Shandon Bells and Tower, St. Anne's Church （页面存档备份，存于）
- Bells of Shandon being sung á capella in the Church of St. Anne of Shandon （页面存档备份，存于）